# Miss Latinoamérica 2019
La 8° edición del concurso Miss Latinoamérica se realizará el 21 de septiembre de 2019 en el Hotel Riu plaza de la Ciudad de Panamá, Panamá, en donde señoritas representantes de diferentes países y territorios autónomos latinoamericanos concursarán en el certamen. Al final de evento Stephanie Marie de Estados Unidos Miss Latinoamérica 2018 coronará  a su sucesora.La ganadora de esta edición fue Marisol Acosta de Uruguay.

## Resultados
| Posiciones                  | Candidata                       |
| --------------------------- | ------------------------------- |
| Miss Latinoamérica 2019     | - Uruguay - Marisol Acosta      |
| Virreina Latinoamérica 2019 | - Colombia - Gina Aguirre       |
| Princesa Latinoamérica 2019 | - Argentina - Eliana Ravera     |
| 1º Finalista                | - Nicaragua - Luz González      |
| 2º Finalista                | - Brasil - Cristine Boff Sartor |
| 3º Finalista                | - Venezuela - Mariana Galindez  |
| 4º Finalista                | - Panamá - Emma Sarmiento       |

### Otras coronas
| Posiciones                 | Candidata                      |
| -------------------------- | ------------------------------ |
| Miss Eco Latinoamérica     | - Perú - Micaela Mandriotti    |
| Miss Turismo Latinoamérica | - México - Sharid Rodríguez    |
| Miss Cultura Latinoamérica | - El Salvador - Judith Ventura |

## Premios especiales
| Premio                      | Candidoata                                                                                             |
| --------------------------- | --- |
| Piel Más Bella              | - San Andrés y Providencia - Melida Asprilla                                                           |
| Mejor Silueta               | - Argentina - Eliana Ravera - 2.º lugar: Uruguay - Marisol Acosta - 3er lugar: Colombia - Gina Aguirre |
| Miss Amistad y Simpatía     | - Cuba - Sissi Leyva Oliva                                                                             |
| Miss Fotogénica             | - Uruguay - Marisol Acosta                                                                             |
| Miss Responsabilidad Social | - Brasil - Cristine Boff Sartor                                                                        |
| Miss Internet               | - Colombia - Gina Aguirre                                                                              |

## Candidatas
| País/Territorio          | Candidata                            |
| ------------------------ | ------------------------------------ |
| Argentina                | Eliana Ravera                        |
| Bolivia                  | Grisel Molina                        |
| Brasil                   | Cristine Boff Sartor                 |
| Colombia                 | Gina Aguirre                         |
| Costa Rica               | Paula Mendieta                       |
| Cuba                     | Sissi Leyva Oliva                    |
| Ecuador                  | Gabriela Plaza                       |
| El Salvador              | Judith de los Ángeles Ventura Chávez |
| Guatemala                | Yasmín Sandoval                      |
| Honduras                 | Dariela Salgado                      |
| Isla del Coco            | Daniela Rivera                       |
| México                   | Sharid Rodríguez                     |
| Nicaragua                | Luz González                         |
| Panamá                   | Emma Sarmiento                       |
| Perú                     | Micaela Mandriotti                   |
| San Andrés y Providencia | Melida Asprilla                      |
| Uruguay                  | Marisol Acosta Martínez              |
| Venezuela                | Mariana Galindez                     |

## Datos acerca de las delegadas
- Judith Ventura (El Salvador) fue primera finalista en Miss Petite Internacional 2019.
- Marisol Acosta (Uruguay) participó sin éxito en Miss Universo 2017.

## Sobre los países en Miss Latinoamérica 2019

### Naciones ausentes
- Chile, Curazao, Paraguay, Puerto Rico, República Dominicana, USA Latina no participaron en esta edición del certamen.

### Naciones que regresan a la competencia
- Argentina, Isla del Coco, San Andrés y Providencia regresaron a la competencia.